# Un extraño enemigo
Un extraño enemigo és una sèrie de televisió web dramàtica i suspens polític mexicana de ficció de Televisa per a Amazon Prime Video. La seva estrena es va programar per al 2 d'octubre de 2018,, que recrea el moviment estudiantil de 1968 i té com a argument principal la vida i trajectòria de Fernando Barrientos personatge inspirat en el polític mexicà Fernando Gutiérrez Barrios, en el paper protagonista, qui és el cap de la policia secreta mexicana i un home amb una enorme ambició pel poder.
El 9 de novembre de 2018 es va anunciar que la sèrie seria renovada per una segona temporada, estrenant-se El 29 de setembre de 2022 amb 6 capítols.

## Producció
La sèrie commemoren 50 anys de l'anomenada “Matança de Tlatelolco” i el tràgic final del moviment estudiantil. El director de la sèrie és el productor, escriptor, editor i director mexicà Gabriel Ripstein, qui també és un dels seus productors executius i escriptors.
Entre els productors executius destaquen també Eduardo Clemesha, Marco Polo Constandse, Andrea Gamboa, Leopoldo Gómez, Emilio Azcárraga Jean, Gabriel Ripstein i Avelino Rodríguez. i el director de fotografia d’aquesta sèrie és Jaime Reynoso.

## Repartimert
La sèrie Un Extraño Enemigo consta de vuit capítols i és protagonitzada per l’actor Daniel Giménez Cacho, Antonio de la Vega i Fernando Becerril.
- Daniel Giménez Cacho com Fernando Barrientos (Fernando Gutiérrez Barrios)[15]
- Enrique Arrizon com Enrique Barrientos[15]
- Irene Azuela com Elena[16]
- Karina Gidi com Esperanza Barrientos[17]
- Antonio de la Vega com Luis Echeverría[18]
- Hernán Del Riego com Gustavo Díaz Ordaz[19]
- Kristyan Ferrer com Beto[20]
- Andrés Delgado com David[21]
- Fernando Becerril com Alfonso Corona del Rosal[22]